# (You're) Having my baby
(You’re) Having my baby is een single van Paul Anka. Het is afkomstig van zijn album Anka. Anka schreef het lied aan de oevers van Lake Tahoe, daar verblijvende met vrouw en vier dochters. In eerste instantie was het alleen bedoeld voor hemzelf, maar de platenbaas Bob Skaff van UA vond het een beter idee het om te vormen naar een duet. Odia Coates, toen volslagen onbekend, zong de tweede stem, Anka had haar tijdens een van zijn tournees ontmoet.
In een tijd van vrouwenemancipatie kreeg de single veel kritiek. Het ging er hier niet om dat “de vriendin” van partner was gewisseld, maar over een zwangerschap. Het bezittelijk voornaamwoord “my” viel verkeerd. Anka zei later desgevraagd dat hij ook ”our” had kunnen zingen en deed dat later dan ook soms. Hij mocht echter toch de anti-emancipatieprijs "Keep her in her place" in ontvangst nemen van de National Organization for Women. Er kwam ook direct een kritiekversie uit, die samen met Anka’s versie de hitparade bestormde. I’m having your baby van Sunday Sharpe haalde de elfde plaats in de countrylijst.
Ook andere groeperingen hadden kritiek op het lied; het zou beledigend en rolbevestigend kunnen zijn voor vrouwen die een abortus hebben ondergaan.
Op muzikaal gebied kwam er ook tegengeluid; het lied was voor 1974 veel te zoetsappig en het lied scoorde daarom goed in de rubrieken die onder de titel "Slechtste lied ooit" ingedeeld kunnen worden.
B-kant was Papa. Beide zijn opgenomen in de Muscle Shoals Studio in Alabama.

## Lijsten
Alle kritiek kon niet verhinderen dat het plaatje een grote hit werd. In de Verenigde Staten haalde het de eerste plaats in de Billboard Hot 100, iets dat Anka niet meer had gepresteerd sinds 1959.

### Nederlandse Top 40
| Hitnotering: week 41/1974 t/m week 47/1974 | Hitnotering: week 41/1974 t/m week 47/1974 | Hitnotering: week 41/1974 t/m week 47/1974 | Hitnotering: week 41/1974 t/m week 47/1974 | Hitnotering: week 41/1974 t/m week 47/1974 | Hitnotering: week 41/1974 t/m week 47/1974 | Hitnotering: week 41/1974 t/m week 47/1974 | Hitnotering: week 41/1974 t/m week 47/1974 | Hitnotering: week 41/1974 t/m week 47/1974 |
| Week:                                      | 1                                          | 2                                          | 3                                          | 4                                          | 5                                          | 6                                          | 7                                          |                                            |
| ------------------------------------------ | ------------------------------------------ | ------------------------------------------ | ------------------------------------------ | ------------------------------------------ | ------------------------------------------ | ------------------------------------------ | ------------------------------------------ | ------------------------------------------ |
| Positie:                                   | 29                                         | 20                                         | 13                                         | 14                                         | 22                                         | 29                                         | 39                                         | uit                                        |

### NederlandseSingle Top 100
(Toen nog een Top30)
| Hitnotering: 19-10-1974 t/m 22-11-1974 | Hitnotering: 19-10-1974 t/m 22-11-1974 | Hitnotering: 19-10-1974 t/m 22-11-1974 | Hitnotering: 19-10-1974 t/m 22-11-1974 | Hitnotering: 19-10-1974 t/m 22-11-1974 | Hitnotering: 19-10-1974 t/m 22-11-1974 | Hitnotering: 19-10-1974 t/m 22-11-1974 |
| Week:                                  | 1                                      | 2                                      | 3                                      | 4                                      | 5                                      |                                        |
| -------------------------------------- | -------------------------------------- | -------------------------------------- | -------------------------------------- | -------------------------------------- | -------------------------------------- | -------------------------------------- |
| Positie:                               | 18                                     | 15                                     | 14                                     | 16                                     | 21                                     | uit                                    |

### Britse singlelijst
In Engeland haalde het een Top10-notering.
| Hitnotering: 28-09-1974 t/m week 06-12-1974 | Hitnotering: 28-09-1974 t/m week 06-12-1974 | Hitnotering: 28-09-1974 t/m week 06-12-1974 | Hitnotering: 28-09-1974 t/m week 06-12-1974 | Hitnotering: 28-09-1974 t/m week 06-12-1974 | Hitnotering: 28-09-1974 t/m week 06-12-1974 | Hitnotering: 28-09-1974 t/m week 06-12-1974 | Hitnotering: 28-09-1974 t/m week 06-12-1974 | Hitnotering: 28-09-1974 t/m week 06-12-1974 | Hitnotering: 28-09-1974 t/m week 06-12-1974 | Hitnotering: 28-09-1974 t/m week 06-12-1974 | Hitnotering: 28-09-1974 t/m week 06-12-1974 |
| Week:                                       | 1                                           | 2                                           | 3                                           | 4                                           | 5                                           | 6                                           | 7                                           | 8                                           | 9                                           | 10                                          |                                             |
| ------------------------------------------- | ------------------------------------------- | ------------------------------------------- | ------------------------------------------- | ------------------------------------------- | ------------------------------------------- | ------------------------------------------- | ------------------------------------------- | ------------------------------------------- | ------------------------------------------- | ------------------------------------------- | ------------------------------------------- |
| Positie:                                    | 44                                          | 29                                          | 17                                          | 12                                          | 6                                           | 7                                           | 9                                           | 12                                          | 33                                          | 43                                          | uit                                         |

### NPO Radio 2 Top 2000
| Nummer met noteringen in de NPO Radio 2 Top 2000 | '99  | '00 | '01  |
| ------------------------------------------------ | ---- | --- | ---- |
| (You're) Having my baby                          | 1599 | -   | 1558 |

1. ↑  Een '-' betekent dat het nummer niet was genoteerd en een vetgedrukt getal geeft de hoogste notering aan.
2. ↑  Deze tabel is bijgewerkt tot en met de laatste editie (2024).

## Versie met Anita Meijer
In 1988 kwam het plaatje opnieuw uit, toen samen met Anita Meyer. Deze versie kortweg Having my baby getiteld scoorde ook weer redelijk in de lage landen.

### NederlandseSingle Top 100
Geen notering in de Top40.
| Hitnotering: 19-03-1988 t/m 08-04-1988 | Hitnotering: 19-03-1988 t/m 08-04-1988 | Hitnotering: 19-03-1988 t/m 08-04-1988 | Hitnotering: 19-03-1988 t/m 08-04-1988 | Hitnotering: 19-03-1988 t/m 08-04-1988 |
| Week:                                  | 1                                      | 2                                      | 3                                      |                                        |
| -------------------------------------- | -------------------------------------- | -------------------------------------- | -------------------------------------- | -------------------------------------- |
| Positie:                               | 86                                     | 75                                     | 87                                     | uit                                    |